# Vivawest

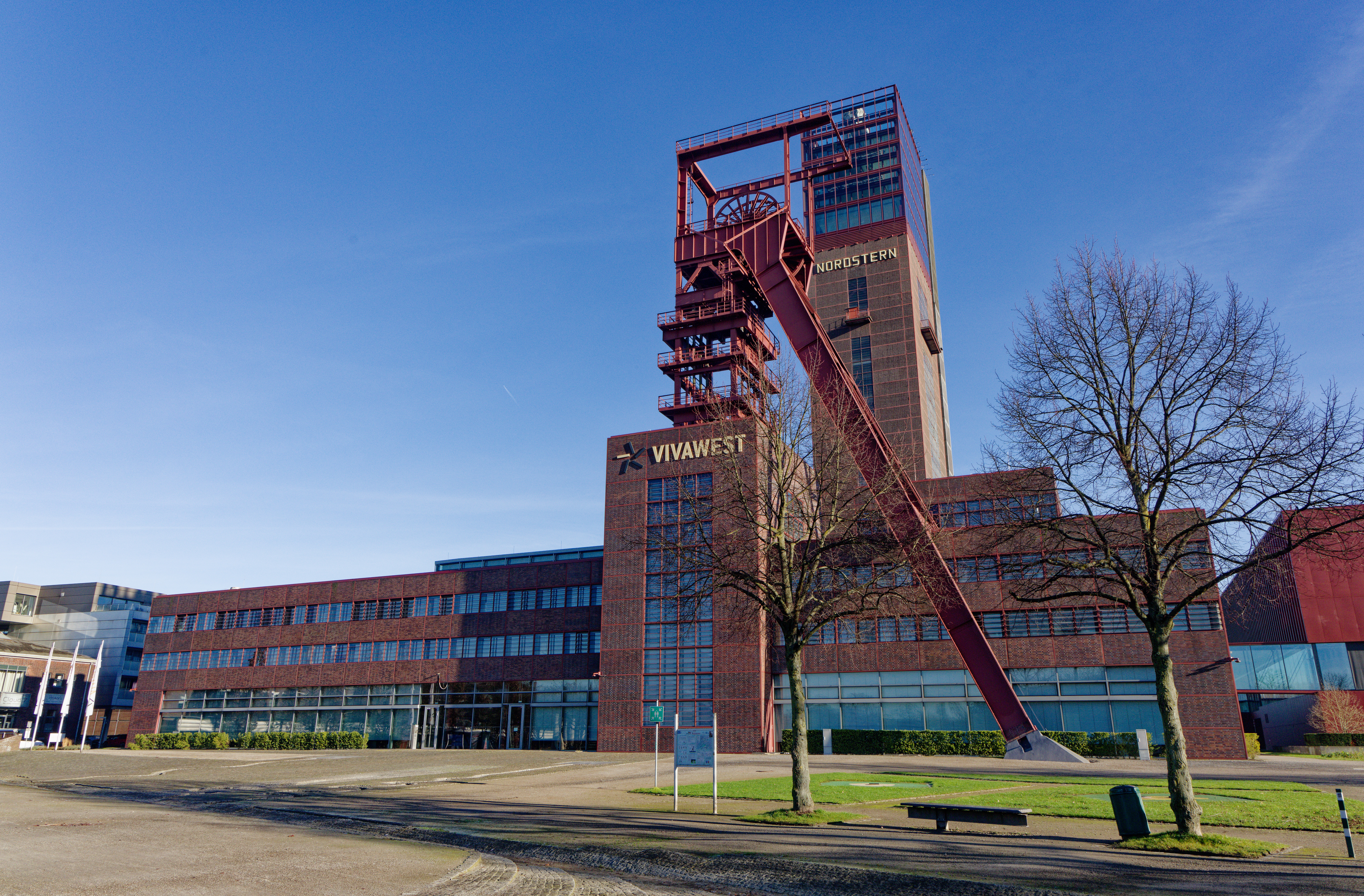
Hauptverwaltung im Nordsternpark Gelsenkirchen

Die Vivawest GmbH (Eigenschreibweise: VIVAWEST) ist mit circa 120.000 Wohnungen in rund 100 Kommunen zwischen Köln und Ahlen einer der größten Wohnungsanbieter in Deutschland und nach Eigenangaben der größte Quartiersentwickler in Nordrhein-Westfalen. Sitz der Gesellschaft ist Essen. Die Hauptverwaltung befindet sich in Gelsenkirchen auf dem Gelände der ehemaligen Zeche Nordstern. Das Unternehmen ist aus der Zusammenführung der Evonik Immobilien GmbH, einem Tochterunternehmen der Evonik Industries AG, und der THS GmbH hervorgegangen.

## Zusammenführung
- Am 25. November 2011 beschloss die Gesellschafterversammlung der Evonik Immobilien GmbH die Umfirmierung zur Vivawest GmbH. Die Eintragung in das Handelsregister erfolgte am 14. Dezember 2011.[3]
- Ab dem 1. Januar 2012 bündelten Vivawest GmbH und THS GmbH die Bewirtschaftung ihrer jeweiligen Wohnimmobilienbestände in dem Gemeinschaftsunternehmen Vivawest Wohnen GmbH.
- Im Juli 2012 wurden Vivawest GmbH und THS GmbH auch gesellschaftsrechtlich zusammengeführt und die neue Gesellschafterstruktur bekannt gegeben.[4]

## Gesellschafterstruktur
Größter Anteilseigner ist die RAG-Stiftung mit 40,0 Prozent. Die IGBCE hält 26,8 Prozent. Die Evonik Operations GmbH ist mit 7,5 Prozent am Unternehmen beteiligt. Weitere 7,5 Prozent hält der Evonik Pensionstreuhand e. V. zur langfristigen Absicherung der Firmenrenten der Evonik-Mitarbeiter. Fünfter Anteilseigner ist die RAG Finanz-GmbH & Co. KG mit 18,2 Prozent.

## Vorgängergesellschaften

### THS
Die THS GmbH hatte ihren Sitz in der ehemaligen Zeche Nordstern in Gelsenkirchen. Das Unternehmen wurde 1920 zunächst als Siedlungsbank unter dem Namen Treuhandstelle für Bergmannswohnstätten im rheinisch-westfälischen Steinkohlenbezirk GmbH in Essen gegründet. Die Aufgaben gingen schon bald über eine Darlehensvergabe hinaus und richteten sich schnell auf die Bereitstellung von preisgünstigen und qualitätsvollen Wohnungen für die Zechenbelegschaften im Ruhrgebiet. Durch Erwerb mehrerer Werkswohnungsgesellschaften sowie durch Zukauf und Gründung von Dienstleistungsfirmen ab den 1970er-Jahren entwickelte sich das Traditionsunternehmen im Laufe der Jahrzehnte zu einem wohnungswirtschaftlichen Dienstleistungskonzern mit 70.000 Wohnungen.

### Evonik Immobilien
Die Wurzeln der Evonik Immobilien GmbH finden sich vor allem in den Aktivitäten der Bergbaugesellschaft Ruhrkohle AG und ihrer Vorläufergesellschaften sowie des Eschweiler Bergwerksvereins. In den Kohlerevieren im Ruhrgebiet und im Aachener Raum entstanden mit Beginn der Industrialisierung im 19. Jahrhundert ausgedehnte Zechensiedlungen, von denen viele in den Besitz der Ruhrkohle übergingen, die im Jahr 1969 gegründet wurde. Bei der Übernahme des Dortmunder Stahlunternehmens Hoesch AG durch die Friedrich Krupp AG wurden auch die ehemaligen Hoesch-Werkswohnungen an die damalige RAG übertragen. In den 1990er-Jahren entwickelte sich die Bewirtschaftung des Immobilienbestandes schließlich zu einer eigenen Geschäftsaktivität. Aus der RAG Immobilien entstand 2007 Evonik Immobilien mit 60.000 Wohnungen.

## Stiftung
Wie andere Wohnungsgesellschaften nach großen Umstrukturierungen hat auch die Vivawest eine gemeinnützige Tochtergesellschaft ins Leben gerufen. Die Vivawest-Stiftung fördert nachbarschaftliche Projekte, insbesondere durch Einrichtung und Unterhalt von Gemeinschaftsräumen in ihren Siedlungen und in Stadtteilen mit Vivawest-Wohnungsbeständen.
Nach der Trennung von Gazprom als Sponsor von Schalke 04 ist Vivawest als neuer Partner eingestiegen.